# Josef Matzerath

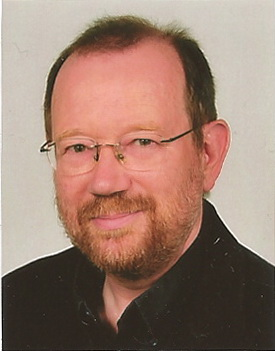
Josef Matzerath (2013)

Josef Matzerath (* 11. Dezember 1956 in Linnich) ist ein deutscher Historiker und Hochschullehrer.

## Leben
Matzerath studierte Geschichte und Philosophie an der Universität Bonn. Dort wurde er 1990 mit einer von Gerhard Wirth betreuten Dissertation über den Altertumsforscher Albert Schwegler promoviert. Seit 1993 ist er als wissenschaftlicher Mitarbeiter am Lehrstuhl für Sächsische Landesgeschichte der Technischen Universität Dresden tätig, wo er sich 2003 mit einer Schrift über die Adelsprobe an der Moderne habilitierte und zum außerplanmäßigen Professor für Neuere Geschichte ernannt wurde.

## Wissenschaftliche Tätigkeit
In seinen Forschungen beschäftigt sich Matzerath mit drei Hauptfeldern: Ein wissenschaftlicher Schwerpunkt liegt auf der deutschen Adelsgeschichte, mit besonderem Fokus auf Adelsforschung in der Moderne. Seine Thesen lauten: Die Sozialformation des Adels hat sich in den letzten 150 Jahren nicht aufgelöst, obwohl sie das nach den gängigen soziologischen Theorien (Modernisierungstheorie, Karl Marx, Max Weber, Niklas Luhmann) hätte tun sollen. Sie hat sich hingegen entkonkretisiert: Adlige sind einerseits auf den Feldern tätig, die von gesellschaftlichen Funktionsapparaten (Parteien, Aktiengesellschaften, Kulturinstitutionen) dominiert werden. Im Privatleben und in der Freizeit pflegen moderne Adlige andererseits die Konventionen ihrer Gruppe und halten die Erinnerung an die eigene Familie hoch. Mit dem Hinweis, dass die Vorfahren bereits in der Vormoderne zu einer Herrschaftsformation gehörten, reklamieren Adlige in der Moderne ein Alleinstellungsmerkmal – einen Anspruch, den moderne Eliten nicht erlangen können, weder durch erworbenen Reichtum, erworbene Macht noch durch akkumuliertes Wissen.
Ein weiterer Forschungsschwerpunkt Matzeraths ist die Parlamentsgeschichte der Neuzeit, besonders in Sachsen. Hier argumentiert er folgendermaßen: Parlamente gehören nach dem Ende der Fürstenhöfe zu den wenigen Zentralorten moderner Gesellschaften. In Deutschland hat der Sächsische Landtag eine der beachtenswertesten Kontinuitäten, die von der Moderne über die frühneuzeitliche Ständeversammlung bis ins späte Mittelalter zurückreicht. Dennoch handelt es sich auch bei den (kur)sächsischen Landtagen um Institutionen mit von Epoche zu Epoche wechselndem Charakter. Zu dieser Thematik verfasste Matzerath in Zusammenarbeit mit dem Sächsischen Landtag eine mehrbändige Reihe zur Geschichte der sächsischen Volksvertretungen unter dem Titel Aspekte sächsischer Landtagsgeschichte. Gemeinsam mit dem Dresdner Mittelalterhistoriker Uwe Israel verfasste er eine Gesamtdarstellung zur sächsischen Parlamentsgeschichte, die 2019 erschien.
Dritter großer Forschungsschwerpunkt Matzeraths ist die Ernährungsgeschichte. Ähnlich wie in der Kunst- oder Musikgeschichte soll auch für den Bereich der Ernährung deren ästhetische Entwicklung erforscht werden. Das ist gerade für Deutschland bisher kaum geschehen. Ein besonderes Augenmerk richtet Matzerath hier auf die Gourmetküche – denn hier finden sich bis heute eher europäische Gemeinsamkeiten als nationale Unterschiede. Die feine Kochkunst arbeitet seit jeher auch mit regionalen Produkten, die in der Nahrungsmittelindustrie kaum mehr zu finden sind. Diese Kochkunst war in Europa entgegen einer verbreiteten Ansicht nie ausschließlich in Frankreich zu finden, sondern schon in der Vormoderne an den Fürstenhöfen aller Länder verbreitet. Um 1900 fokussierte die kulinarische Ästhetik wesentlich mehr als heute die Komposition eines Menüs, in dem die Speisen der verschiedenen Gänge aufeinander abgestimmt sein mussten. Die hohe Kochkunst öffnete sich auch vor 100 Jahren nicht für die Angebote der Nahrungsmittelindustrie, sondern setzte auf handwerkliche Verarbeitung möglichst hochwertiger und saisonaler Produkte. Dies will Matzerath für Deutschland am Beispiel Dresdens zeigen – bereits für die Zeit vor der Veröffentlichung von Auguste Escoffiers epochemachendem Kochkunstführer. Der Ernährungsgeschichte in Sachsen widmet sich Matzerath in Zusammenarbeit mit dem Sächsischen Staatsministerium für Umwelt und Landwirtschaft und dem Verein „Ernährungsgeschichte in Sachsen e. V.“ Matzerath hat maßgeblichen Anteil an der Gründung des Deutschen Archivs der Kulinarik an der Sächsischen Landesbibliothek – Staats- und Universitätsbibliothek Dresden (SLUB).

## Publikationen (Auswahl)

### Adelsgeschichte
- Adelsprobe an der Moderne. Sächsischer Adel 1763 bis 1866. Entkonkretisierung einer traditionalen Sozialformation. Steiner, Stuttgart 2006, ISBN 3-515-08596-3.
- mit Silke Marburg (Hrsg.): Der Schritt in die Moderne. Sächsischer Adel zwischen 1763 und 1918. Böhlau, Köln/Weimar/Wien 2001, ISBN 3-412-12600-4.
- Der sächsische König und der Dresdner Maiaufstand. Tagebücher und Aufzeichnungen aus der Revolutionszeit 1848/49. Böhlau, Köln/Weimar/Wien 1999, ISBN 978-3-412-15098-3.
- mit Katrin Keller (Hrsg.): Geschichte des sächsischen Adels. Böhlau, Köln/Weimar/Wien 1997, ISBN 3-412-16396-1.

### Parlamentsgeschichte
- mit Uwe Israel: Geschichte der sächsischen Landtage. Jan Thorbecke Verlag, Ostfildern 2019, ISBN 978-3-7995-8465-4 (Sonderausgabe der Sächsischen Landeszentrale für politische Bildung, Dresden 2019).
- Aspekte sächsischer Landtagsgeschichte. 11 Bde. Dresden 1998–2015, DNB 964520257.
- mit Andreas Denk: Die drei Dresdner Parlamente. Die sächsischen Landtage und ihre Bauten. Indikatoren für die Entwicklung von der ständischen zur pluralisierten Gesellschaft. Wolfratshausen 2000, ISBN 978-3-932353-44-4.

### Ernährungsgeschichte
- mit Daniel Deckers: Das Deutsche Küchen- und Weinwunder. Gourmandise in Deutschland, 1970–2025. Bielefeld 2025, ISBN 978-3-8376-7749-2.
- Franz Walcha: Der praktische Koch, Dresden 1819. Anleitung, alle Arten von Speisen nach französischem, deutschem und englischem Geschmacke zu bereiten, herausgegeben unter Mitarbeit von Marco Iwanzeck und Angelika Rakowski (= Land kulinarischer Tradition. Ernährungsgeschichte in Sachsen. Reihe B – Monumenta Saxoniae Culinaria, Bd. 2). Ostfildern 2014, ISBN 978-3-7995-0644-1.
- Johann Deckardt (weiland Churf. Sächß. Küchenschreiber zu Dreßden): New Kunstreich und Nützliches Kochbuch, Leipzig 1611. Ein schönes nützliches vnndt köstliches Kochbuch Vor Fürstliche personenn, gemeinsam herausgegeben mit Georg Jänecke (= Land kulinarischer Tradition. Ernährungsgeschichte in Sachsen. Reihe B – Monumenta Saxoniae Culinaria, Bd. 3). Ostfildern 2014, ISBN 978-3-7995-0645-8.
- Hofmenüs für heute. Rezepte vom Dresdner Hof nachgekocht von sächsischen Köchen und Patissiers, gemeinsam herausgegeben mit Wolfram Siebeck und Georg W. Schenk. Ostfildern 2013 (= Land kulinarischer Tradition. Ernährungsgeschichte in Sachsen. Reihe A – Tradition für die Zukunft, Bd. 1), ISBN 978-3-7995-0503-1.
- Produktküche. Europäische Kochkunst aus der feinen Küche des Dresdner Hofes, gemeinsam mit Volkhard Nebrich. Ostfildern 2013 (= Land kulinarischer Tradition. Ernährungsgeschichte in Sachsen. Reihe A – Tradition für die Zukunft, Bd. 2/I), ISBN 978-3-7995-0506-2.
- Produktküche – Süßspeisen, Gebäck und Getränke, gemeinsam mit Volkhard Nebrich. Ostfildern 2013 (= Land kulinarischer Tradition. Ernährungsgeschichte in Sachsen. Reihe A – Tradition für die Zukunft, Bd. 2/II), ISBN 978-3-7995-0507-9.
- Tafelkultur – Dresden um 1900, gemeinsam herausgegeben mit Annemarie Niering. Ostfildern 2013 (= Land kulinarischer Tradition. Ernährungsgeschichte in Sachsen. Reihe A – Tradition für die Zukunft, Bd. 3), ISBN 978-3-7995-0519-2.
- Ernst Max Pötzsch: Vollständige Herrschaftsküche des Kronprinzen von Sachsen. Herausgegeben unter Mitarbeit von Georg Jänecke, Mechthild Herzog und Hannah Aehle. Ostfildern 2013 (= Land kulinarischer Tradition. Ernährungsgeschichte in Sachsen. Reihe B – Monumenta Saxoniae Culinaria, Bd. 1), ISBN 978-3-7995-0512-3.

### Ausstellungen
- 2025–2026: Die süße Kunst – Eine Kulturgeschichte der Konditorei und der Desserts. SLUB Dresden.[4]
- 2021: Wolfram Siebeck und das Deutsche Küchenwunder. SLUB Dresden.
- 2014–2015: Gewürzküche in Sachsen. Kochkunst um 1600, Stiftung Hoflößnitz, Sächsisches Staatsministerium für Umwelt und Landwirtschaft.[5]
- 2014: Tafelkultur. Dresden um 1900, Stadtarchiv Dresden, Sächsisches Staatsministerium für Umwelt und Landwirtschaft.[6]
- 2010–2011: Akteure im Bild – Der Sächsische Landtag 1990 bis 1994. Sächsischer Landtag.[7]

### Weitere Publikationen
- mit Alexander Kästner (Hrsg.): Mehr als Krieg und Leidenschaft. Die filmische Darstellung von Militär und Gesellschaft der Frühen Neuzeit (= Militär und Gesellschaft in der Frühen Neuzeit. Bd. 15, H. 2). Potsdam 2011, ISBN 3-86956-168-8.
- mit Uwe John (Hrsg.): Landesgeschichte als Herausforderung und Programm. Festgabe für Karlheinz Blaschke zum 70. Geburtstag. Stuttgart 1997, ISBN 3-515-07212-8.
- Albert Schwegler (1819–1857). Sigmaringen 1993, ISBN 3-7995-3231-5.